# روزنامه نیهون کیزای
روزنامه نیهون کیزای (انگلیسی: Nihon Keizai Shimbun) یک روزنامه وابسته به مؤسسه رسانه‌ای نیکی است که به طور تخصصی به اخبار، گزارش‌ها و تحلیل‌های اقتصادی، تجاری و صنعتی می‌پردازد. در تاریخ ۲۳ ژوئیه ۲۰۱۵ گروه انتشاراتی پیرسون اعلام کرده که گروه فایننشال تایمز را در مقابل ۸۴۴ میلیون پوند (۱٫۳۲ میلیارد دلار) وجه نقد به این مؤسسه واگذار می‌کند.